# Montfermeil
Montfermeil je město ve východní části metropolitní oblasti Paříže ve Francii v departmentu Seine-Saint-Denis a regionu Île-de-France. Od centra Paříže je vzdálené 17,2 km.

## Geografie
Sousední obce :Clichy-sous-Bois, Coubron, Gagny, Chelles, Courtry.

## Vývoj počtu obyvatel
Počet obyvatel

## Doprava
Montfermeil je dostupný linkou RER E a autobusy RATP číslo 347, 601, 602, 603, 604 a 642.

## Osobnosti města
- Adam Jerzy Czartoryski (1770 – 1861), polský kníže, ruský ministr zahraničních věcí, předseda polské Národní vlády (1831), spisovatel, básník, mecenáš umění
- Camille Corot (1796 – 1875), malíř
- Charles-François Daubigny (1817 – 1878), malíř
- Georges Seurat (1859 – 1891), malíř

## Partnerská města
Wusterhausen/Dosse, Německo